# Fausse Croix
La Fausse Croix est un astérisme formé de quatre étoiles situées dans l'hémisphère sud. Il ressemble à la constellation de la Croix du Sud et peut être confondu avec elle.
| δ Vel · κ Vel · ε Car · ι Car |

Carte de la constellation de la Carène. La fausse Croix est visible dans le haut de la carte,
composée des étoiles ε et ι de la Carène et κ et δ des Voiles.
Cet astérisme est constitué des étoiles κ et δ de la constellation des Voiles et des étoiles ε et ι de la constellation de la Carène. Sa taille est légèrement plus grande que celle de la Croix du Sud. Tandis que le poteau de cette dernière est prolongé de part et d'autre par α de la Mouche et γ du Centaure, la traverse de la fausse Croix est prolongée de manière plus éloignée par γ des Voiles et θ de la Carène.
Un œil exercé peut différencier les deux astérismes du premier coup, sinon il est nécessaire de les repérer tous les deux par rapport aux autres étoiles alentour. En particulier, Canopus (α de la Carène) est proche de la fausse Croix, tandis que Rigil Kentaurus (α du Centaure) et Agena (β du Centaure) sont proches de la Croix du Sud.
Une autre différence pour l'œil exercé est la position de l'étoile rouge en relation avec les trois étoiles bleues, que la fausse Croix et la Croix du Sud ont en commun. Dans la fausse Croix, l'étoile rouge est ε de la Carène, la plus proche du pôle du Sud céleste ; dans la Croix du Sud, l'étoile rouge est γ, la plus loin du pôle.